# Liste de films de TriStar Pictures
 (octobre 2016).
Le contenu est difficilement compréhensible vu les erreurs de traduction, qui sont peut-être dues à l'utilisation d'un logiciel de traduction automatique.

## Années 1980
| Date de sortie    | Titre                                       | Notes                                                          |
| ----------------- | ------------------------------------------- | -------------------------------------------------------------- |
| 6 avril 1984      | Where the Boys Are (Where the Boys Are '84) | Distribution seulement; produit par ITC Entertainment          |
| 11 mai 1984       | Le Meilleur                                 |                                                                |
| 21 juillet 1984   | The Last Winter                             |                                                                |
| 13 juillet 1984   | Les Muppets à Manhattan                     | co-produit par Henson Associates                               |
| 27 juillet 1984   | Meatballs Part II                           |                                                                |
| 31 août 1984      | Flashpoint                                  | Distribution seulement; produit par HBO Pictures               |
| 14 septembre 1984 | L'Enfer de la violence                      | Distribution seulement; produit par ITC Entertainment          |
| 21 septembre 1984 | Les Saisons du cœur                         | Nommé aux Academy Award for Best Picture.                      |
| 14 octobre 1984   | Songwriter                                  |                                                                |
| 2 novembre 1984   | Blame It on the Night                       |                                                                |
| 2 novembre 1984   | Lovelines                                   |                                                                |
| 9 novembre 1984   | Silent Night, Deadly Night                  | Retiré du cinéma deux semaines après sa sortie.                |
| 21 novembre 1984  | Supergirl                                   | Distribution seulement                                         |
| 14 décembre 1984  | Birdy                                       |                                                                |
| 14 décembre 1984  | Runaway : L'Évadé du futur                  |                                                                |
| 19 décembre 1984  | Breakin' 2: Electric Boogaloo               | Distribution seulement; produit par The Cannon Group           |
| 8 février 1985    | Tutti Frutti                                | Distribution seulement; produit par HBO Pictures               |
| 22 mars 1985      | Le Dernier Dragon                           |                                                                |
| 3 avril 1985      | Alamo Bay                                   |                                                                |
| 10 avril 1985     | Private Resort                              |                                                                |
| 1er mai 1985      | Little Treasure                             |                                                                |
| 22 mai 1985       | Rambo 2 : La Mission                        | Distribution seulement; produit par Carolco Pictures           |
| 21 juin 1985      | Lifeforce                                   | Distribution seulement; produit par The Cannon Group           |
| 19 juillet 1985   | The Legend of Billie Jean                   |                                                                |
| 7 août 1985       | Real Genius                                 |                                                                |
| 16 août 1985      | Toujours prêts                              | Distribution seulement; produit par HBO Pictures               |
| 2 octobre 1985    | Sweet Dreams                                | Distribution seulement; produit par HBO Pictures               |
| 25 octobre 1985   | Mon pote Adam                               |                                                                |
| 27 novembre 1985  | Santa Claus: The Movie                      | Distribution seulement                                         |
| 29 décembre 1985  | Head Office                                 | Distribution seulement; produit par HBO Pictures               |
| 17 janvier 1986   | Aigle de fer                                |                                                                |
| 14 février 1986   | La Cage aux folles 3                        |                                                                |
| 21 février 1986   | Hitcher                                     | Distribution seulement; produit par HBO Pictures               |
| 7 mars 1986       | Odd Jobs                                    | co-produit par HBO Pictures                                    |
| 21 mars 1986      | Rad                                         |                                                                |
| 11 avril 1986     | Band of the Hand                            |                                                                |
| 25 avril 1986     | Huit millions de façons de mourir           | co-produit par PSO                                             |
| 9 mai 1986        | Short Circuit                               | co-produit par PSO                                             |
| 27 juin 1986      | Labyrinthr                                  | co-produit par Henson Associates et Lucasfilm                  |
| 2 juillet 1986    | À propos d'hier soir...                     |                                                                |
| 30 juillet 1986   | Rien en commun                              |                                                                |
| 22 août 1986      | Extra Sangsues                              |                                                                |
| 22 août 1986      | Touch and Go                                | Distribution seulement; produit par Kings Road Entertainment   |
| 10 octobre 1986   | Peggy Sue s'est mariée                      |                                                                |
| 31 octobre 1986   | Six hommes pour sauver Harry                |                                                                |
| 7 novembre 1986   | The Boss' Wife                              |                                                                |
| 14 novembre 1986  | Every Time We Say Goodbye                   |                                                                |
| 19 décembre 1986  | No Mercy                                    |                                                                |
| 6 février 1987    | Light of Day                                | Distribution seulement; produit par Taft Entertainment         |
| 6 mars 1987       | Angel Heart                                 | Distribution seulement; produit par Carolco Pictures           |
| 27 mars 1987      | Boire et Déboires                           |                                                                |
| 24 avril 1987     | Extrême Préjudice                           | Distribution seulement; produit par Carolco Pictures           |
| 24 avril 1987     | Coup de foudre pour toujours                |                                                                |
| 8 mai 1987        | Gardens of Stone                            |                                                                |
| 15 mai 1987       | Made in U.S.A.                              | Distribution seulement; produit par Hemdale Film Corporation   |
| 22 mai 1987       | La Force du silence                         |                                                                |
| 10 juillet 1987   | The Squeeze                                 |                                                                |
| 30 juillet 1987   | High Tide                                   | Distribution seulement; produit par Hemdale Film Corporation   |
| 1er août 1987     | Love at Stake                               | Distribution seulement; produit par Hemdale Film Corporation   |
| 7 août 1987       | Nadine                                      |                                                                |
| 14 août 1987      | The Monster Squad                           | Distribution seulement; produit par Taft Entertainment         |
| 18 septembre 1987 | Le Proviseur                                |                                                                |
| 2 octobre 1987    | Mon père c'est moi                          |                                                                |
| 9 octobre 1987    | Man on Fire                                 | Distribution seulement; produit par Sept Films Cima Produzioni |
| 23 octobre 1987   | Suspect                                     |                                                                |
| 30 octobre 1987   | Gaby                                        |                                                                |
| 13 novembre 1987  | Running Man                                 | Distribution seulement; produit par Taft Entertainment         |
| 18 décembre 1987  | Ironweed                                    | Distribution seulement; produit par Taft Entertainment         |
| 15 janvier 1988   | Et si on le gardait ?                       |                                                                |
| 4 mars 1988       | Scoop                                       |                                                                |
| 18 mars 1988      | Pound Puppies and the Legend of Big Paw     | Distribution seulement; produit par Carolco Pictures           |
| 1er avril 1988    | La Septième Prophétie                       |                                                                |
| 29 avril 1988     | Sunset                                      |                                                                |
| 25 mai 1988       | Rambo 3                                     | Distribution seulement; produit par Carolco Pictures           |
| 17 juin 1988      | Double Détente                              | Distribution seulement; produit par Carolco Pictures           |
| 6 juillet 1988    | Appelez-moi Johnny 5                        |                                                                |
| 5 août 1988       | Le Blob                                     |                                                                |
| 13 septembre 1988 | Sweet Hearts Dance                          |                                                                |
| 14 octobre 1988   | The Kiss                                    |                                                                |
| 19 octobre 1988   | The Bear                                    |                                                                |
| 21 octobre 1988   | Bat*21                                      | Distribution seulement; produit par Vision PDG                 |
| 11 novembre 1988  | L'Aigle de fer 2                            | Distribution seulement; produit par Carolco Pictures           |
| 18 novembre 1988  | High Spirits                                | Distribution seulement; produit par Vision PDG                 |
| 13 janvier 1989   | MAL : Mutant aquatique en liberté           | Distribution seulement; produit par Carolco Pictures           |
| 3 février 1989    | Mais qui est Harry Crumb ?                  |                                                                |
| 10 février 1989   | Tap                                         |                                                                |
| 10 mars 1989      | Le ciel s'est trompé (Chances Are)          |                                                                |
| 19 mars 1989      | Esclaves de New York                        |                                                                |
| 31 mars 1989      | Sing                                        |                                                                |
| 28 avril 1989     | Loverboy                                    |                                                                |
| 12 mai 1989       | Pas nous, pas nous                          |                                                                |
| 19 mai 1989       | Vampire, vous avez dit vampire ? 2          | Distribution internationale                                    |
| 4 août 1989       | Lock Up                                     | Distribution seulement; produit par Carolco Pictures           |
| 29 septembre 1989 | Johnny Belle Gueule                         | Distribution seulement; produit par Carolco Pictures           |
| 13 octobre 1989   | Allô maman, ici bébé                        |                                                                |
| 15 novembre 1989  | Potins de femmes                            |                                                                |
| 15 décembre 1989  | Family Business                             |                                                                |
| 15 décembre 1989  | Glory                                       |                                                                |
| 22 décembre 1989  | Music Box                                   | Distribution seulement; produit par Carolco Pictures           |

## Années 1990
| Date de sortie    | Titre                                       | Notes                                                                                      |
| ----------------- | ------------------------------------------- | ------------------------------------------------------------------------------------------ |
| 9 février 1990    | Loose Cannons                               |                                                                                            |
| 23 février 1990   | Mountains of the Moon                       | Distribution seulement; produit par Carolco Pictures                                       |
| 16 mars 1990      | Vengeance aveugle                           |                                                                                            |
| 30 mars 1990      | Side Out                                    |                                                                                            |
| 6 avril 1990      | I Love You to Death                         |                                                                                            |
| 27 avril 1990     | Contre-enquête                              | Distribution seulement; produit par Regency International Pictures et Odyssey Distributors |
| 1er juin 1990     | Total Recall                                | Distribution seulement; produit par Carolco Pictures                                       |
| 20 juin 1990      | The Freshman                                |                                                                                            |
| 10 août 1990      | Le Seul Témoin                              | Distribution seulement; produit par Carolco Pictures                                       |
| 21 septembre 1990 | Le Seul Témoin (Narrow Margin)              | Distribution seulement; produit par Carolco Pictures                                       |
| 5 octobre 1990    | Avalon                                      |                                                                                            |
| 2 novembre 1990   | L'Échelle de Jacob                          | Distribution seulement; produit par Carolco Pictures                                       |
| 14 décembre 1990  | Allô maman, c'est encore moi                |                                                                                            |
| 8 février 1991    | L.A. Story                                  | Distribution seulement; produit par Carolco Pictures                                       |
| 1er mars 1991     | The Doors                                   | Distribution seulement; produit par Carolco Pictures and Imagine Entertainment             |
| 26 avril 1991     | L'École des héros                           | Distribution seulement; produit par Island World                                           |
| 24 mai 1991       | Hudson Hawk, gentleman et cambrioleur       |                                                                                            |
| 3 juillet 1991    | Terminator 2 : Le Jugement dernier          | Distribution seulement; produit par Carolco Pictures et Lightstorm Entertainment           |
| 26 juillet 1991   | Another You                                 |                                                                                            |
| 9 août 1991       | Bingo                                       |                                                                                            |
| 20 septembre 1991 | The Fisher King : Le Roi pêcheur            |                                                                                            |
| 11 décembre 1991  | Hook ou la Revanche du capitaine Crochet    | co-produit par Amblin Entertainment                                                        |
| 20 décembre 1991  | Bugsy                                       | Nommé aux Academy Award for Best Picture.                                                  |
| 20 mars 1992      | Basic Instinct                              | Distribution seulement; produit par Carolco Pictures et Le Studio Canal+                   |
| 3 avril 1992      | Cœur de tonnerre                            |                                                                                            |
| 15 avril 1992     | La Cité de la joie                          |                                                                                            |
| 10 juillet 1992   | Universal Soldier                           | Distribution seulement; produit par Carolco Pictures and Centropolis Entertainment         |
| 11 septembre 1992 | Wind                                        |                                                                                            |
| 18 septembre 1992 | Maris et Femmes                             |                                                                                            |
| 16 octobre 1992   | Candyman                                    | co-produit par PolyGram Filmed Entertainment et Propaganda Films                           |
| 25 décembre 1992  | Chaplin                                     | Distribution seulement; produit par Carolco Pictures                                       |
| 29 janvier 1993   | Sniper                                      |                                                                                            |
| 28 mai 1993       | Cliffhanger : Traque au sommet              | Distribution seulement; produit par Carolco Pictures and Le Studio Canal+                  |
| 25 juin 1993      | Nuits blanches à Seattle                    |                                                                                            |
| 9 juillet 1993    | Weekend at Bernie's II                      |                                                                                            |
| 30 juillet 1993   | Quand Harriet découpe Charlie !             |                                                                                            |
| 18 août 1993      | Meurtre mystérieux à Manhattan              |                                                                                            |
| 20 août 1993      | Mise à feu                                  |                                                                                            |
| 8 octobre 1993    | Mr. Jones                                   |                                                                                            |
| 22 octobre 1993   | Rudy                                        |                                                                                            |
| 5 novembre 1993   | Allô maman, c'est Noël                      |                                                                                            |
| 23 décembre 1993  | Philadelphia                                |                                                                                            |
| 11 mars 1994      | Un ange gardien pour Tess                   |                                                                                            |
| 8 avril 1994      | Deux garçons, une fille, trois possibilités |                                                                                            |
| 15 avril 1994     | Les Robberson enquêtent                     |                                                                                            |
| 6 mai 1994        | Les trois ninjas contre-attaquent           |                                                                                            |
| 29 juillet 1994   | Milliardaire malgré lui                     |                                                                                            |
| 25 août 1994      | Pionniers malgré eux                        | Distribution seulement; produit par Carolco Pictures                                       |
| 16 septembre 1994 | Princesse Caraboo                           |                                                                                            |
| 7 octobre 1994    | Only You                                    |                                                                                            |
| 4 novembre 1994   | Mary Shelley's Frankenstein                 |                                                                                            |
| 16 décembre 1994  | Légendes d'automne                          |                                                                                            |
| 21 décembre 1994  | Mixed Nuts                                  |                                                                                            |
| 10 février 1995   | Mort ou Vif                                 |                                                                                            |
| 3 mars 1995       | Souvenirs de l'au-delà                      |                                                                                            |
| 10 mars 1995      | 3 Ninjas Knuckle Up                         |                                                                                            |
| 12 avril 1995     | Jury Duty                                   |                                                                                            |
| 26 mai 1995       | Johnny Mnemonic                             |                                                                                            |
| 30 août 1995      | Magic in the Water                          | co-produit par Triumph Films                                                               |
| 29 septembre 1995 | Le Diable en robe bleue                     |                                                                                            |
| 20 octobre 1995   | Never Talk to Strangers                     |                                                                                            |
| 15 décembre 1995  | Jumanji                                     | co-produit par Interscope Communications                                                   |
| 23 février 1996   | Mary Reilly                                 |                                                                                            |
| 8 mars 1996       | La Fille d'en face                          |                                                                                            |
| 22 mars 1996      | Race the Sun                                |                                                                                            |
| 19 avril 1996     | Mrs. Winterbourne                           |                                                                                            |
| 26 avril 1996     | Sunset Park                                 |                                                                                            |
| 2 août 1996       | Matilda                                     |                                                                                            |
| 16 août 1996      | Le Fan                                      | co-produit par Mandalay Pictures                                                           |
| 25 octobre 1996   | High School High                            |                                                                                            |
| 15 novembre 1996  | Leçons de séduction                         |                                                                                            |
| 13 décembre 1996  | Jerry Maguire                               | Nommé aux Academy Award for Best Picture.                                                  |
| 17 janvier 1997   | Le Ninja de Beverly Hills                   |                                                                                            |
| 7 février 1997    | The Pest                                    | co-produit par The Bubble Factory                                                          |
| 28 février 1997   | Donnie Brasco                               | co-produit par Mandalay Pictures                                                           |
| 16 mai 1997       | Les Nouvelles Aventures de Mowgli           |                                                                                            |
| 20 juin 1997      | Le Mariage de mon meilleur ami              |                                                                                            |
| 3 octobre 1997    | U Turn                                      | co-produit par Phoenix Pictures                                                            |
| 8 octobre 1997    | Sept ans au Tibet                           | co-produit par Mandalay Pictures                                                           |
| 7 novembre 1997   | Starship Troopers                           | Distribution uniquement aux U.S; co-produit par Touchstone Pictures                        |
| 25 décembre 1997  | Pour le pire et pour le meilleur            | Nommé aux Academy Award for Best Picture.                                                  |
| 23 janvier 1998   | Sacré Slappy                                | co-produit par The Bubble Factory                                                          |
| 23 janvier 1998   | Au cœur de la tourmente                     | co-produit par Phoenix Pictures                                                            |
| 30 janvier 1998   | L'Enjeu                                     | co-produit par Mandalay Pictures                                                           |
| 20 février 1998   | La Part du mal                              | co-produit par Triumph Films                                                               |
| 6 mars 1998       | Hush                                        |                                                                                            |
| 10 avril 1998     | Les trois ninjas se déchaînent              |                                                                                            |
| 17 avril 1998     | L'Héritage de Malcolm                       |                                                                                            |
| 24 avril 1998     | Les Dieux du surf                           | co-produit par Triumph Films                                                               |
| 24 avril 1998     | Big Hit                                     |                                                                                            |
| 24 avril 1998     | Gojira tai Kingu Gidorâ                     | Directement en vidéo en 1991. Distribution seulement; produit par Toho Company, Ltd..      |
| 24 avril 1998     | Gojira tai Mosura                           | Directement en vidéo en 1992. Distribution seulement; produit par Toho Company, Ltd..      |
| 1er mai 1998      | Dancer, Texas, le rêve de la ville          |                                                                                            |
| 20 mai 1998       | Godzilla                                    | co-produit par Centropolis Entertainment                                                   |
| 10 juillet 1998   | Madeline                                    |                                                                                            |
| 17 juillet 1998   | Le Masque de Zorro                          | co-produit par Amblin Entertainment                                                        |
| 25 septembre 1998 | Urban Legend                                | co-produit par Phoenix Pictures                                                            |
| 23 octobre 1998   | Un élève doué                               | co-produit par Phoenix Pictures                                                            |
| 18 décembre 1998  | Outside Ozona                               |                                                                                            |
| 19 janvier 1999   | Gojira tai SupesuGojira                     | Directement en vidéo en 1994. Distribution seulement; produit par Toho Company, Ltd..      |
| 19 janvier 1999   | Gojira tai Desutoroia                       | Directement en vidéo en 1995. Distribution seulement; produit par Toho Company, Ltd..      |
| 19 février 1999   | Jawbreaker                                  |                                                                                            |
| 12 mars 1999      | P'tits Génies                               |                                                                                            |
| 3 août 1999       | Gojira tai Mekagojira                       | Directement en vidéo en 1993. Distribution seulement; produit par Toho Company, Ltd..      |
| 20 août 1999      | Universal Soldier : Le Combat absolu        |                                                                                            |
| 29 octobre 1999   | The Suburbans                               |                                                                                            |

## Années 2000
| Date de sortie     | Titre                        | Notes |
| ------------------ | ---------------------------- | --- |
| 18 août 2000       | Godzilla 2000                | Sortie original en 1999. Distribution seulement; produit par Toho Company, Ltd.                                     |
| 4 mai 2001         | Time and Tide                | |
| 11 mai 2001        | La Trompette magique         | co-produit par RichCrest Animation Studios                                                                          |
| 26 mai 2001        | Metropolis (sous-titre)      | co-produit par Destination Films                                                                                    |
| 29 juin 2001       | The Crimson Rivers           | Distribution uniquement dans les salles de cinémas américain; Distribution en DVD par Screen Gems                   |
| 12 avril 2002      | New Best Friend              | |
| 23 août 2002       | La Gardienne des secrets     | Distribution seulement                                                                                              |
| 27 septembre 2002  | Wasabi                       | |
| 22 août 2003       | Le Médaillon                 | Distribution seulement                                                                                              |
| 12 mars 2004       | The Lost Skeleton of Cadavra | |
| 4 juin 2005        | Les Seigneurs de Dogtown     | co-produit par Columbia Pictures                                                                                    |
| 28 septembre 2005  | Oliver Twist                 | |
| 21 avril 2006      | Silent Hill                  | co-produit par Davis Films, Konami et Team Silent                                                                   |
| 1er septembre 2006 | Crossover                    | co-produit par 360 Pictures                                                                                         |
| 20 octobre 2006    | Courir avec des ciseaux      | |
| 16 mars 2007       | Prémonition                  | co-produit par Metro-Goldwyn-Mayer Pictures, Hyde Park Entertainment et Offspring                                   |
| 27 avril 2007      | Wind Chill                   | |
| 28 juillet 2007    | I Know Who Killed Me         | co-produit par 360 Pictures                                                                                         |
| 8 août 2007        | École paternelle 2           | co-produit par Revolution Studios, Davis Entertainment Company et Blue Star Entertainment                           |
| 7 septembre 2007   | Les Frères Solomon           | Distribution seulement; produit par Revolution Studios et Carsey-Werner Productions                                 |
| 5 octobre 2007     | Feel the Noise               | |
| 18 avril 2008      | 88 Minutes                   | Distribution seulement; produit par Millienium Films et Sony Pictures Worldwide Acquisitions Group                  |
| 24 octobre 2008    | Passengers                   | co-produit par Mandate Pictures                                                                                     |
| 5 décembre 2008    | Cadillac Records             | co-produit par Sony Music Film and Parkwood Pictures                                                                |
| 14 août 2009       | District 9                   | Nommé aux Academy Award for Best Picture. co-produit par WingNut Films et QED International (en)                    |
| 20 novembre 2009   | Planète 51                   | Distribution uniquement dans les salles de cinémas américain; produit par Ilion Animation Studios et HandMade Films |

## Années 2010
| Date de sortie    | Titre                             | Notes |
| ----------------- | --------------------------------- | --- |
| 24 novembre 2010  | Faster                            | Distributeur international En co-production avec CBS Films, Castle Rock Entertainment et State Street Pictures                                                                             |
| 8 avril 2011      | Soul Surfer                       | Distribution U.S avec Affirm Films, FilmDistrict. Produit par Mandalay Vision, Brookwell McNamara Entertainment, Island Film Group, Enticing Entertainment et Life's a Beach Entertainment |
| 6 mai 2011        | Jumping the Broom                 | En co-production avec Stage 6 Films (en) et Our Stories Films |
| 26 août 2011      | Colombiana                        | En co-production avec Stage 6 Films et EuropaCorp |
| 30 septembre 2011 | Courageous                        | En co-production avec Affirm Films |
| 17 août 2012      | Sparkle                           | En co-production avec Stage 6 Films et Phoenix Pictures |
| 28 septembre 2012 | Looper                            | Distribution U.S seulement avec FilmDistrict produit par Endgame Entertainment et DMG Entertainment                                                                                        |
| 15 mars 2013      | The Call                          | En co-production avec Stage 6 Films, WWE Studios et Troika Pictures |
| 5 avril 2013      | Evil Dead                         | En co-production avec Ghost House Pictures et FilmDistrict |
| 9 août 2013       | Elysium                           | En co-production avec Media Rights Capital et QED International |
| 30 août 2013      | One Direction : le film           | En co-production avec Warrior Poets, Syco Film et Modest! Entertainment |
| 21 février 2014   | Pompéi                            | Distribution U.S seulement produit par Impact Pictures, FilmDistrict et Constantin Film |
| 16 avril 2014     | Et si le ciel existait ?          | En co-production avec Roth Films et TJ Enterprises |
| 9 mai 2014        | Moms' Night Out                   | En co-production avec Affirm Films et Provident Films |
| 22 août 2014      | When the Game Stands Tall         | En co-production avec Affirm Films et Mandalay Pictures |
| 7 août 2015       | Ricki and the Flash               | TriStar Productions |
| 28 août 2015      | War Room                          | |
| 30 septembre 2015 | The Walk : Rêver plus haut        | TriStar Productions |
| 11 décembre 2015  | The Lady in the Van               | TriStar Productions et BBC Films |
| 13 mai 2016       | Money Monster                     | |
| 1er février 2017  | Un Jour dans la vie de Billy Lynn | Avec Tristar Productions et Film4 |
| 1er mars 2017     | T2 Transpotting                   | Avec Film4 eet DNA Films |
| 19 juillet 2017   | Baby Driver                       | Avec Big Talk Productions, Media Rights Capital et Working Title Films |

## Films à venir
| Date de sortie  | Titre                | Notes                                                                                                 |
| --------------- | -------------------- | --- |
| 15 février 2020 | Le Retour de Matilda | |
| TBA             | It Takes a Village   | Co-produit par Warner Bros. Pictures, Village Roadshow Pictures, Broken Road Productions et CBS Films |